# Frühjahrsfachgespräch
Das Frühjahrsfachgespräch (FFG) der German Unix User Group (GUUG) ist die jährliche Veranstaltung für Interessierte im Bereich Unix und Systemadministration. Das Publikum stellen Systemadministratoren, Netzwerk- und Datenbank-Administratoren und ganz allgemein Praktiker, die in professionellen Umgebungen Rechner und insbesondere Unix- und Linux-Systeme einsetzen. Der Schwerpunkt liegt auf technischen Fragestellungen, egal ob aus dem kommerziellen oder dem Open-Source-Bereich.
Der Veranstaltungsort der Frühjahrsfachgespräche wechselt von Jahr zu Jahr, Gastgeber ist meist eine deutsche Hochschule. Die Veranstaltung dauert üblicherweise vier Tage. An den ersten beiden Tagen finden ganz- oder halbtägige, technische Tutorien statt, die letzten beiden Tage sind Vortragsprogramm, üblich sind zwei parallele Tracks.
Im Rahmen des Frühjahrsfachgesprächs findet auch die jährliche Mitgliederversammlung der GUUG statt.